# Јанис Јакс
Јанис Јакс (лет. Jānis Jaks — Рига, 22. август 1995) професионални је летонски хокејаш на леду који игра на позицијама одбрамбеног играча.
Члан је сениорске репрезентације Летоније за коју је на међународној сцени дебитовао на светском првенству 2014. године.